# Pastlingsee Ergänzung
Pastlingsee Ergänzung este o arie protejată (sit de importanță comunitară — SCI) din Germania întinsă pe o suprafață de 38,82 ha, integral pe uscat.

## Localizare
Centrul sitului Pastlingsee Ergänzung este situat la coordonatele 51°54′40″N 14°35′19″E / 51.9111°N 14.5886°E.

## Înființare
Situl Pastlingsee Ergänzung a fost declarat sit de importanță comunitară în martie 2004 pentru a proteja un număr necunoscut de specii din flora spontană și fauna sălbatică aflate în arealul zonei.

## Biodiversitate
Situată în ecoregiunea continentală, aria protejată conține 3 habitate naturale: Mlaștini turboase de tranziție și turbării mișcătoare, Depresiuni pe substraturi de turbă de Rhynchosporion, Mlaștini împădurite.
La baza desemnării sitului se află un număr nedeclarat de specii protejate.
Pe lângă speciile protejate, pe teritoriul sitului au mai fost identificate 5 specii de plante.